# YOKARO

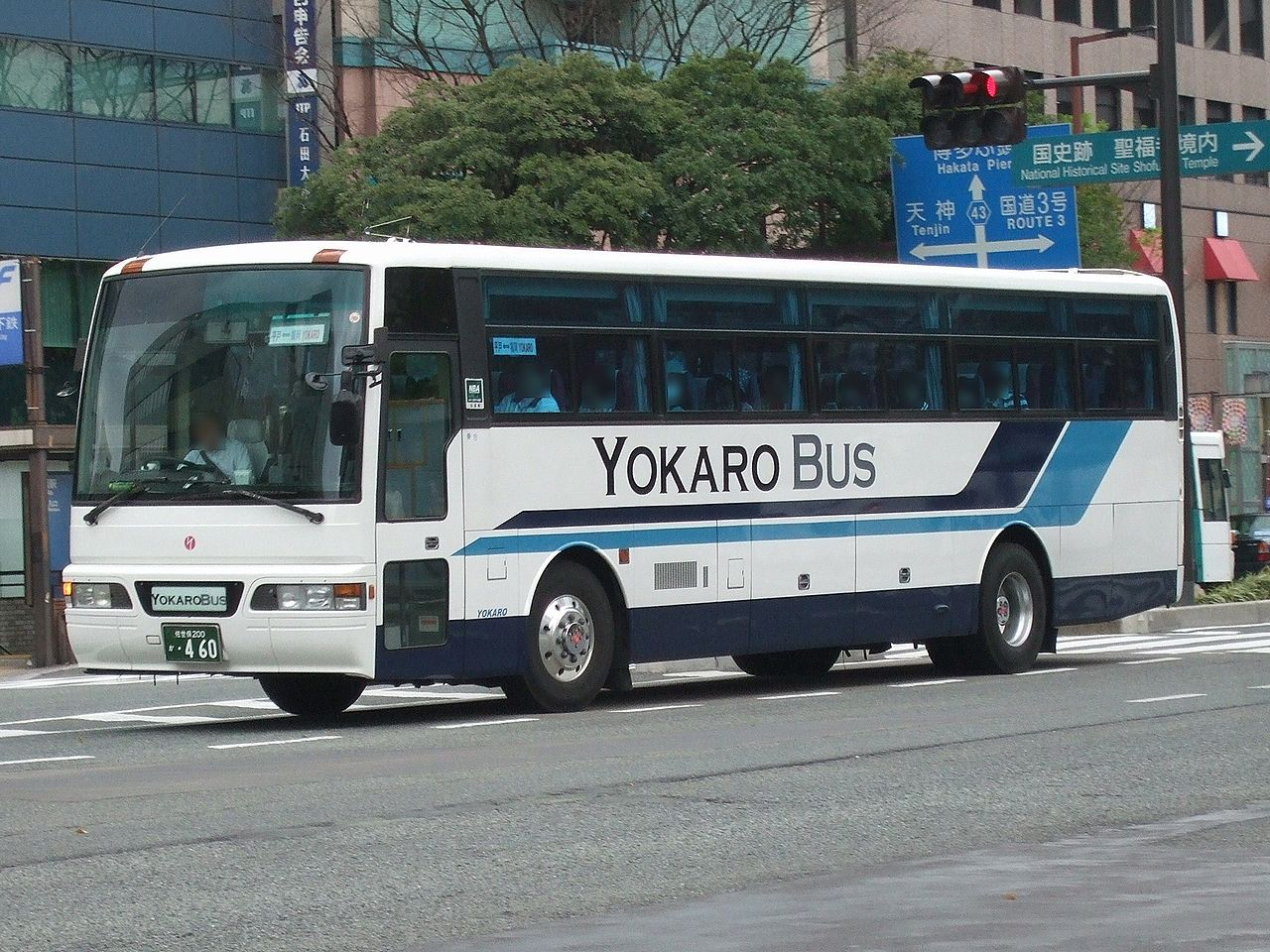
高速バス「YOKARO」用車両

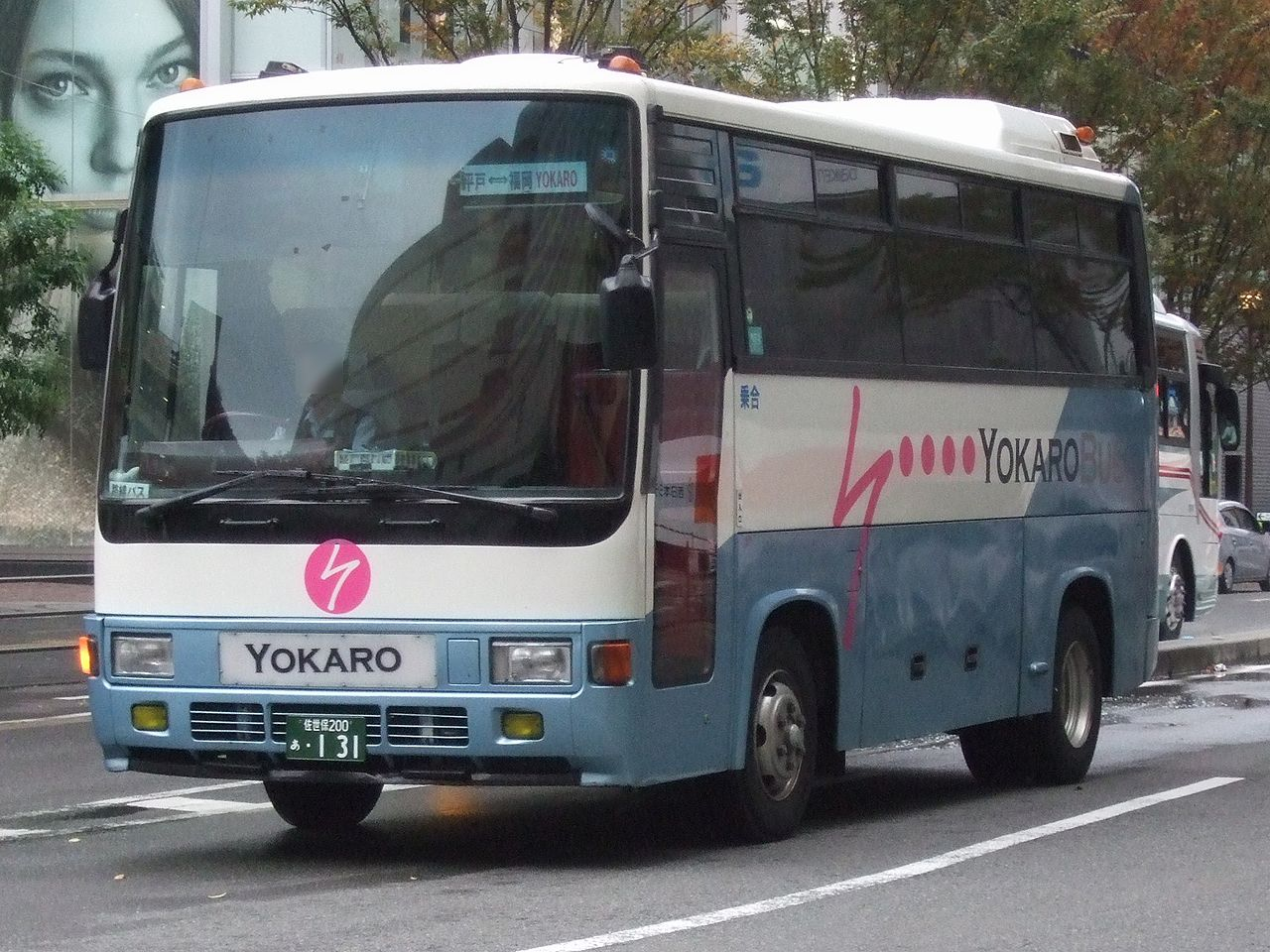
高速バス「YOKARO」用車両（小型）

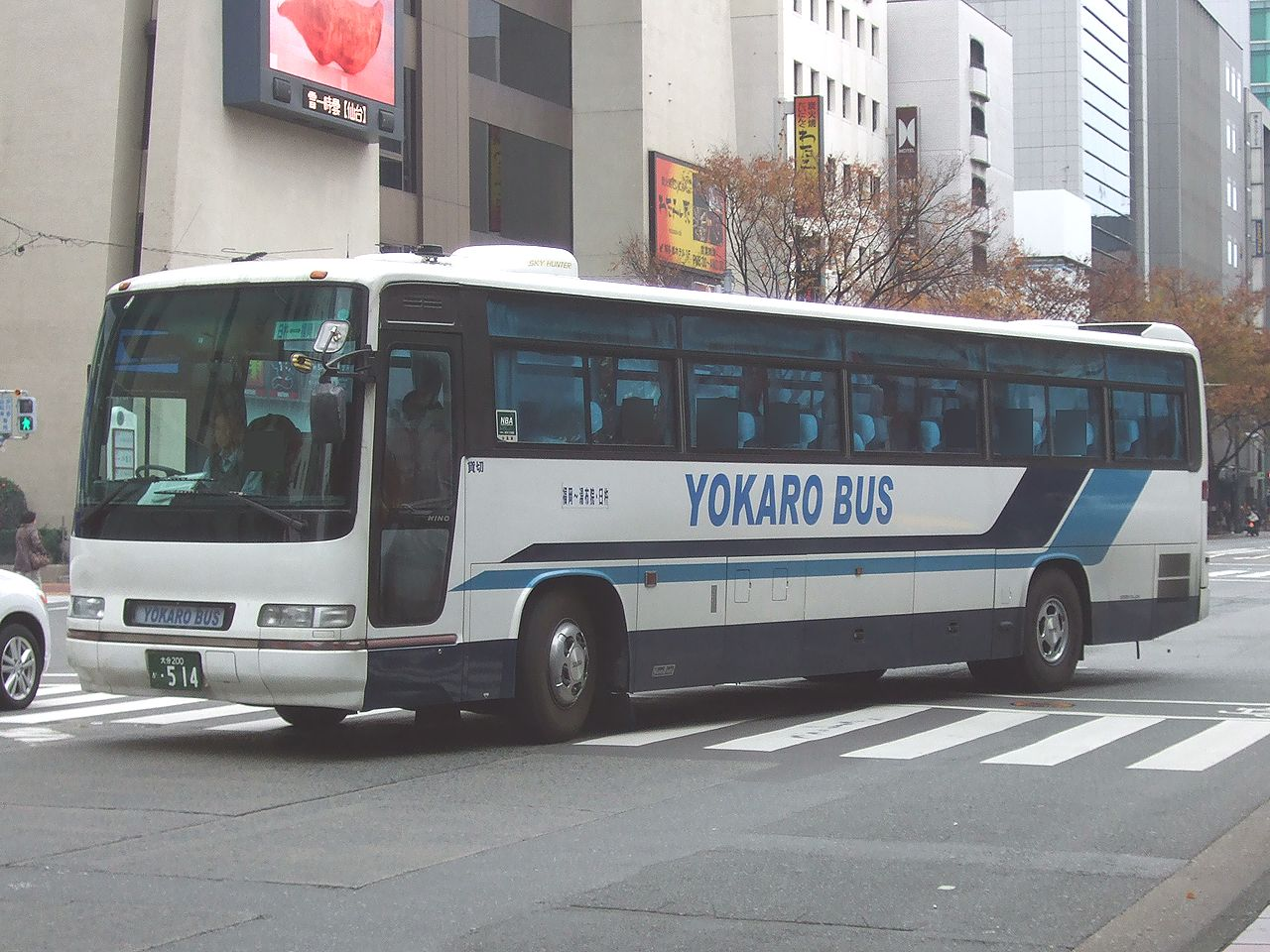
乗合化前の会員制ツアーバス「YOKARO」の車両（臼杵ルート）

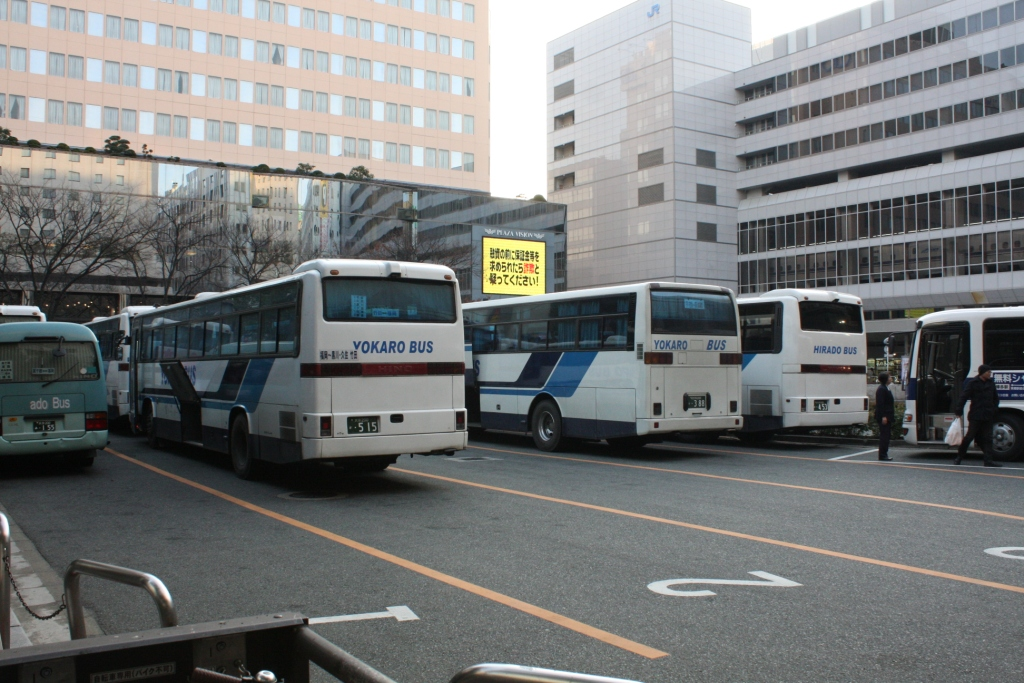
博多駅筑紫口貸切バス駐車場に停車中の貸切バス時代のYOKARO。全ルートとも博多到着・出発が同一時刻であったため、その時間帯には写真のように多数のYOKAROバスが集中していた（2013年3月）

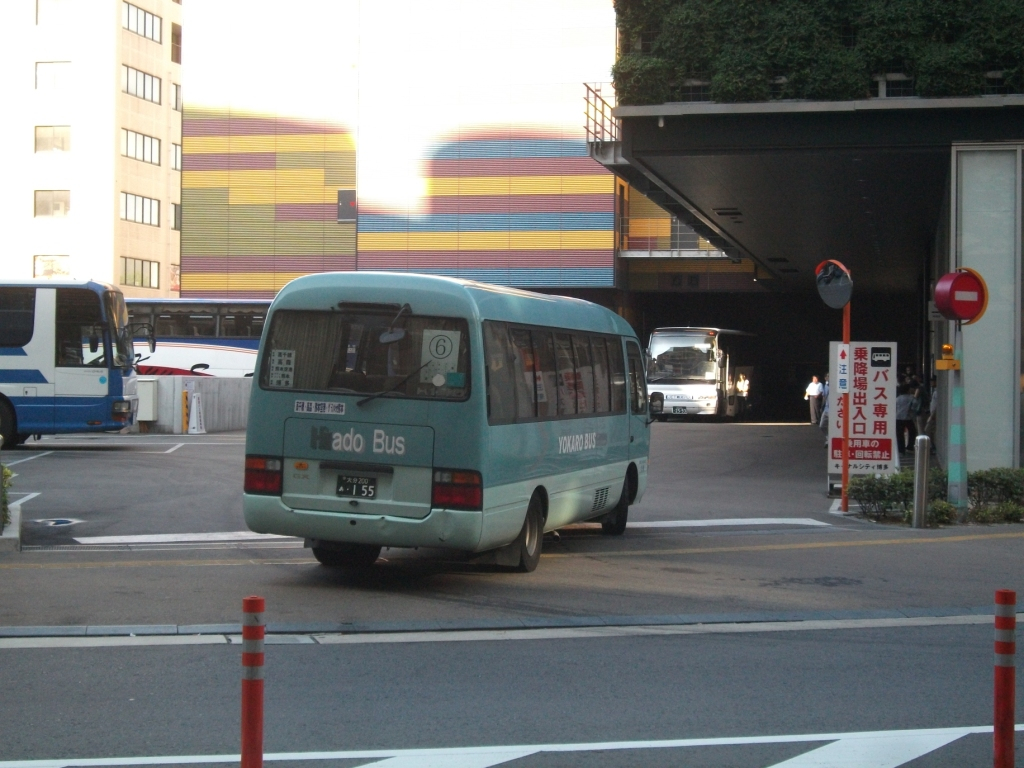
キャナルシティ博多停留所に進入する乗合化後のYOKAROバス高千穂ルート

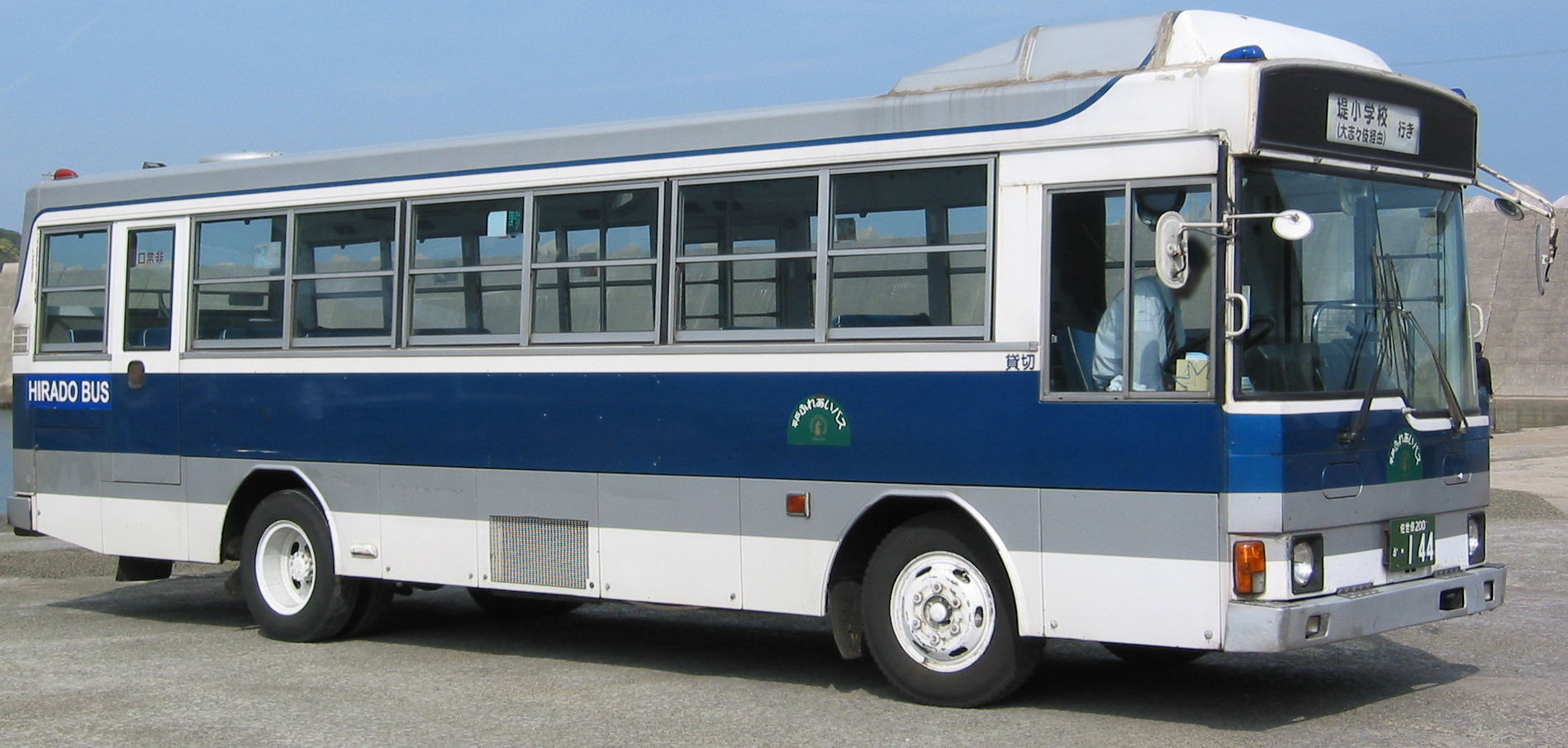
平戸ふれあいバスで使用していた一般路線車。既に廃車となっている（2006年撮影）

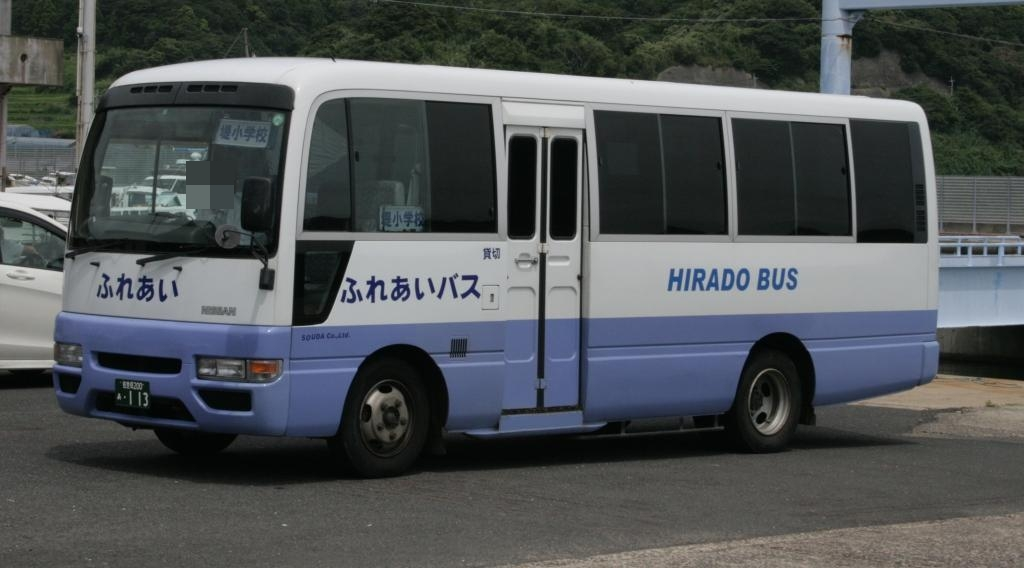
2013年時点の南部地区用ふれあいバス車両日産・シビリアン

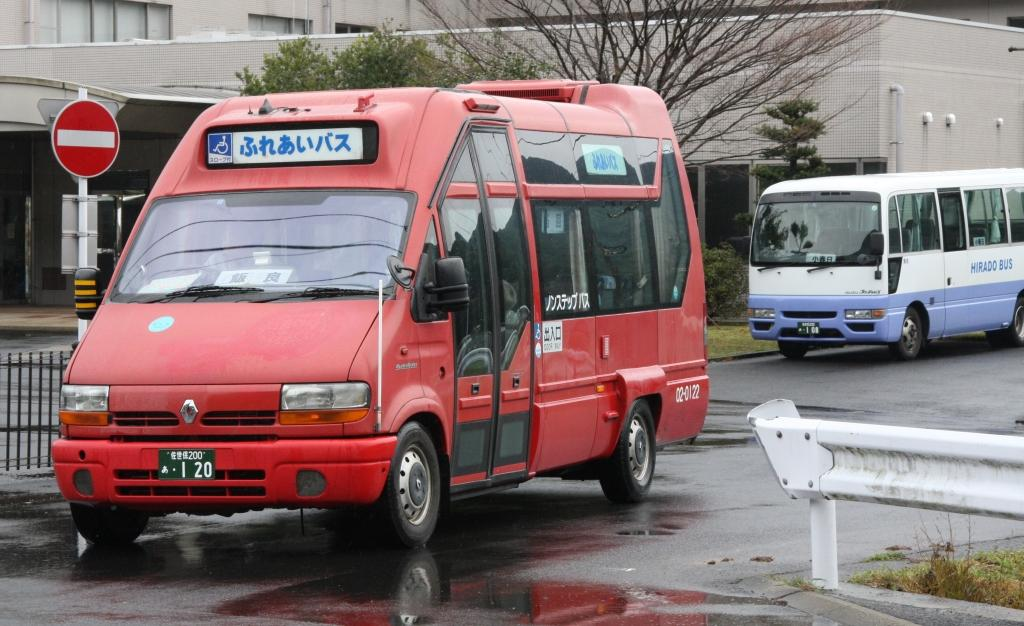
中部地区用のオムニノーバ・マルチライダー（左）といすゞ・ジャーニー（右）

YOKARO（よかろ）は、福岡県福岡市と長崎県平戸市を結んでいた高速バス路線である。
2009年に会員制ツアーバスとして運行開始し、2010年から2013年にかけてYOKAROのブランド名で福岡 - 平戸間だけでなく福岡市と九州西部・中部各地の温泉地や地方都市を結ぶ会員制高速ツアーバスとして事業拡大を進めた。年会費を支払い会員登録することで運行路線全線に1年間乗り放題という独自のビジネスモデルを展開し、多数の会員を集めた。しかし新高速乗合バス化を経て2014年に福岡 - 平戸間を残して休止し、別会社のY・B・U（YOKAROバスユニオン）に事業譲渡。この譲渡時点ではYOKAROのブランドはそのまま引き継がれたが、2019年8月27日にさつき観光が承継したことにより、YOKAROブランドは消滅した。
本記事ではこの会員制ツアーバス→新高速乗合バスを一時期運営していた株式会社YOKAROについても記述する。

## 株式会社YOKARO
1965年（昭和40年）創業。1994年3月10日付で有限会社早田商店の名で会社として設立され、のちに有限会社SOUDAに社名変更した。当初は食品卸売業などを営んでいた。
1999年4月に平戸バスの商号で貸切バス事業を開始、2002年4月に平戸市から委託を受けコミュニティバス「平戸ふれあいバス」の運行を開始した。2009年から福岡市と平戸市をはじめ九州内各地を結ぶ高速バス「YOKARO」を運行したが、経営難に陥り2014年11月に従業員組合に譲渡した（詳細後述）。
関連会社として、野菜のりの製造を行う株式会社アイルがある。

## YOKAROバス

### 歴史

#### 運行開始の経緯
福岡市と松浦市・平戸市の間にはかつて昭和バスや西肥バスが長距離バスを運行していたが、2000年頃までにすべて廃止され、それ以降、福岡市と平戸市を乗り換えなしで結ぶ公共交通はなかった。その後、指定旅館の宿泊者に限り、福岡 - 平戸間を格安で乗車できる貸切バスが運行されたこともあった。
2009年に社団法人平戸観光協会が主体となり「通うように旅する！平戸満喫 Funツーリズム構築プロジェクト」という取組が実施されることになり、同年6月30日に平成21年度地方の元気再生事業の一つとして選定された。これは主に福岡都市圏をターゲットとして、何度も平戸を訪れる観光利用の促進を図った会員制の事業で、会費を年間3000円とし、会員期間中に何度でも乗れる福岡 - 平戸間直通バスの運行や、来訪促進のための滞在型商品企画の情報提供、平戸での施設優待特典といったことが企画・実施された。
この事業の一環として、2009年10月1日に運行開始されたのが会員制バス「YOKARO」で、実際のバスの運行業務は平戸観光協会の会員でもあった有限会社SOUDA（平戸バス）が行った。1日2往復の運行で、途中、松浦市内にも停車し、年会費3000円を支払うことで平戸・松浦 - 福岡間を何度でも乗車することができた。また、会員証の提示により、旅館の宿泊料や入浴料、平戸城・松浦史料博物館の入場料、平戸観光協会直営売店での買い物の割引などの特典があった。

#### 社団法人YOKAROによる運営へ
平戸観光協会が主体となる運営は1年間にわたって実施され2010年9月30日限りで終了し、翌10月1日以降、平戸観光協会の会員で立ち上げた一般社団法人「YOKARO」が主体となる形で運営が開始された。年会費は3000円から4000円（メール非登録会員は4500円）となったが、愛称名はこれまでと同じく「YOKARO」（YOKAROバス）で、バスの運行業務は引き続きSOUDAが行い、各種特典も継続された。

#### 路線網の拡大
2010年に大分県竹田市でYOKAROバスを運行するための実行委員会が立ち上げられ、地域活性化交付金を活用して竹田市側に事務局を設置するなど運営体制を整え、2011年4月1日から福岡 - 竹田間にもYOKAROバスの運行が開始された。福岡 - 竹田間のYOKAROバスは福岡 - 平戸間のYOKAROバスと同時刻に福岡に到着し、同時刻に福岡を出発するダイヤで、会員は福岡 - 平戸間と福岡 - 竹田間の両方のYOKAROバスに乗車可能であり、追加料金なしで両路線を福岡で乗り継ぐことも可能であった。そのため、YOKAROバスを通して平戸市と竹田市の観光交流といったことも考えられていた。
その後、2011年7月1日には3ルート目として福岡 - 臼杵間を運行開始したのち、概ね3か月ごとに九州西部・中央部各地の観光地や地方都市と福岡市を結ぶルートを新設し、2013年1月に福岡 - 西海橋間を運行開始して全部で8ルートとなった。各ルートとも福岡行きが朝と昼過ぎ、福岡発が午前中と夕方の2往復運行され、YOKARO会員になれば有効期間内はこれらの全ルート・区間を問わず、追加料金を支払うことなく何度でも乗車することが可能であった。また、新規に開設したルートの各経由地・発着地との地域観光協会などと提携し、経由地・発着地の飲食店や宿泊施設などで会員カードを提示することにより、各種サービスを受けることができた。

#### 会員
新規ルートの開設にあわせて会員数は2011年9月25日に2万人、2012年2月6日に3万人、同年5月21日に4万人、同年10月1日に5万人、2013年1月22日に6万人、同年4月17日に7万人に達した。
2012年7月1日には1年間の期間限定でプレミアム会員制度を導入した。プレミアム会員は年会費が10000円で、乗車当日に空席があれば予約なしで乗車可能であるほか、バスに乗車する際に一般会員より先に乗車することができた。

#### 乗合バス化
2012年に発生した関越自動車道高速バス居眠り運転事故を受けた道路運送法改正により、都市間ツアーバスは新高速乗合バスに形態変更されることとなった。YOKAROは会員制バスであったが都市間ツアーバスと同様、2013年8月1日より乗合バス化された。
乗合バス化により各停車地にバス停留所を新設することとなったため、福岡の発着地はこれまでの博多駅筑紫口からキャナルシティ博多に変更されたほか、他の各地域の発着地も一部変更された。運営は一般社団法人YOKAROからSOUDAによる直営となり、直後にSOUDAは株式会社YOKAROに社名を変更した。乗合化後も会員制乗り放題は継続し、引き続き各路線2往復が運行された。
停留所・営業所の新設などによる費用負担増のため、2013年度より年会費を4000円から5000円に値上げし、さらに同年8月21日には日本再生トラストがYOKAROの第三者割当増資を引き受け資本参加している。

#### 経営再建と運休
YOKAROは日本再生トラストの資本参加に伴い同社の代表が社長となり、それまでの代表取締役は退任して顧問に就任し、4000万円の増資を行った。しかし、その前代表取締役が手掛けていた他の事業による負債を含めたYOKAROの負債総額は2億2000万円にのぼり、経営再建が困難と判断されたため、私的整理による経営再建を行うことになった。
2014年1月にこの私的整理を発表した時点では全路線とも運行を継続していたが、同年10月2日に運転手不足により高千穂ルートを運休したのち、資金繰りの悪化により、同年10月11日に平戸ルートを除く7路線全線を運休した。
のちに、経営状態の悪化のため運休直前の時期に従業員への賃金不払いがあったことも発覚している。

#### YOKAROバスユニオンによる運行継続とYOKAROブランドの終焉
YOKAROは日本再生トラストから4000万円の出資と約2億円の融資を受けても債権回収および支払調整のめどがつかないことから私的再建の方針を変更し、2014年10月に従業員組合「YOKAROバスユニオン」によるMBOを実施した。YOKAROバスユニオンは会員制高速バス事業と貸切バス事業をYOKAROより継続し、約32000人の会員もYOKAROバスユニオンに引き継がれた。YOKAROバスユニオンはその後「Y・B・U株式会社」と社名変更し、YOKAROバスの事業を行っている。
7路線運休時には運休期間を約3か月間とし2015年1月10日までに運行再開を行いたいとしていたが、その後6か月間延長し、さらにそれ以降も復活していない。2015年4月29日にハウステンボスルートを再開したが、運行経費の問題により翌2016年1月18日に再び運休し、これ以降、平戸線1路線のみの運行に戻っている。
2016年8月1日には2枚・4枚・6枚乗車券と1か月定期券を発売開始し、新規の会員の募集と会員権の更新を終了した。これにより、YOKAROが運行開始以来続けてきた会員制乗り放題の制度が消滅することとなった。
その後、残った平戸線については停車地の増加や運行本数の増発などの拡大策も実施されたが、2019年に株式会社YOKAROが九州運輸局へ廃業届を提出し、同年8月27日よりさつき観光に継承され、愛称が「さつきHighway」となった。運行時刻や運賃などはそのまま引き継がれ運行を継続するが、10年間にわたり運営元や運営形態を変えつつ続いてきた「YOKARO」のブランドは消滅することとなった。

#### 年表
- 1994年（平成6年）3月10日 - 設立。当初の社名は「早田商店」
- 1999年（平成11年）4月 - 貸切バス事業開始。
- 2002年（平成14年）4月 - 平戸ふれあいバスの受託運行開始。
- 2009年（平成21年）10月1日 - 平戸観光協会が会員制バスとして「YOKARO」の運行を開始。年会費3000円。
- 2010年（平成22年）10月1日 - 平戸観光協会による運行を終了。一般社団法人「YOKARO」による運行開始。年会費4000円。
- 2011年（平成23年）4月1日 - 福岡市と黒川温泉・久住・竹田を結ぶルートを新設し、これ以降、ルートを順次追加
- 2012年（平成24年）
  - 7月1日 - プレミアム会員を導入。
  - 10月4日 - 大分県臼杵市大字臼杵72-126の天領バス営業所跡地に臼杵営業所設置。
- 2013年（平成25年）
  - 4月1日 - 年会費を5000円に値上げ。
  - 8月1日 - 乗合化
    - 各地の発着地の変更。
    - 運営主体が一般社団法人YOKAROから有限会社SOUDAに変更。

  - 8月21日 - 日本再生トラストが資本参加。
  - 9月15日 - 社名を「有限会社SOUDA」から「株式会社YOKARO」に変更[27]。
- 2014年（平成26年）
  - 3月4日 - 本社を移転[28]。
  - 7月1日 - 年会費を7000円に値上げ[29]。
  - 10月2日 - この日より高千穂線運休。
  - 10月11日 - この日より平戸線以外を運休[30]
  - 10月13日 - 事業の一部を従業員組合「YOKAROバスユニオン」に譲渡
  - 11月8日 - 平戸ふれあいバスの運行を休止。[31]
- 2015年（平成27年）
  - 4月29日 - ハウステンボスルートの運行を再開。今まで「ハウステンボス→佐世保」だった経路を「佐世保→ハウステンボス」に変更[32]。2往復。
  - 8月1日 - 年会費を9500円（顔写真付きカードへの移行手数料500円を含む）に値上げ。
  - 8月24日 - 会員カードを全て顔写真付きに変更（写真無しは利用不可）。予約なしでの乗車が可能となるとともに、予約時の座席予約料（500円）を導入。
  - 9月18日 - 佐世保事務局を移転のうえ、臨時事務局扱いに変更。
  - 10月2日 - 福岡事務局の営業日を土日祝日のみに変更。
  - 11月1日 - 乗り放題定期券を1年間9000円、半年5000円に値上げ（会員期間内の更新の場合は従来通り7000円）
  - 12月14日 - ハウステンボス線を平日1往復に減便[33]。
- 2016年（平成28年）
  - 1月18日 - ハウステンボス線を休止[34]。平戸線のみとなる（これ以降、この年表内で特記ない場合は平戸線が対象）。
  - 5月23日 - 1往復に減便[35]。
  - 8月1日 - 
    - 新規会員募集および会員権更新を終了（従来からの会員の乗り放題については会員期間終了まで有効）
    - 平戸線の運賃を改定、2枚・4枚・6枚乗車券と定期券を発売開始。
    - 平戸事務局を移転。
    - 福岡事務局を閉鎖。
    - インターネット予約を廃止[36][37]。
- 2017年（平成29年）
  - 2月頃 - 伊万里黒川に停車開始。
  - 5月1日 - 回数券価格を改定。
  - 9月1日 - 土日祝日に限り2往復運行を再開[38]
- 2018年（平成30年）
  - 1月9日 - 土日祝日に加え月・火・金曜日にも2往復運行を開始[39]。
  - 8月1日 - 
    - 毎日2往復運行となる[40]。
    - 今福に停車開始。
    - 一部区間の運賃を改定[41]。

  - 10月15日 - 毎日3往復運行となる[42]。
- 2019年（平成31年・令和元年）
  - 3月1日 - 御厨に停車開始[43]。
  - 8月27日 - 株式会社YOKAROの廃業に伴い、さつき観光株式会社が運行継承。

### 路線
乗合化時点で8路線あったが、2014年10月に福岡 - 平戸間の1路線を残して休止、以後は一時期に2路線あったものの最終的には1路線となっていた。
空席があれば予約なしで乗車可能で、運賃前払い方式。予約する場合は運賃と別に予約料が必要で、乗車時に運賃とともに支払う。
運行開始当初は完全会員制であったが、2013年の乗合化後に非会員運賃が設定され、各路線とも空席があれば非会員でも運賃を支払い乗車することが可能となった。通常運賃は路線により1500円均一または2000円均一であった。福岡 - 平戸間は2016年8月の会員制終了に伴い、乗車区間に応じた運賃に改められ、区間により従来の非会員運賃に比べ値上げまたは値下げとなった。同時に2枚・4枚・6枚綴り回数券と1か月定期券が発売開始された。1か月定期券は通常運賃を基準に算出しているため、以前の年会費に比べ大幅に高額となっている（学生・高齢者割引あり）。
- 第1ルート→平戸ルート
  - 平戸・平戸口（田平）・御厨・松浦・今福・伊万里黒川 - 唐津 - 博多
    - ※平戸 - 伊万里黒川間の区間内相互間の利用は不可。
    - 2010年10月1日 - 運行開始（平戸・平戸口・松浦 - 博多）。
    - 2012年10月1日 - 唐津に停車開始。
    - 2013年8月1日 - 乗合化。
    - 2016年1月18日 - ハウステンボス線の休止によりYOKAROの唯一の路線となる。
      - ※これ以降は上記の年表を参照

    - 2019年8月27日 - さつき観光に継承。
- 第2ルート→竹田ルート
  - 竹田・久住・黒川温泉 - 小国 - 九重 - 博多
    - 2011年4月1日 - 運行開始（竹田・久住・黒川温泉 - 博多）。
    - 2012年10月1日 - 小国（道の駅小国ゆうステーション）・玖珠に停車開始。
    - 2013年8月1日 - 乗合化。停車地を玖珠から九重（豊後中村駅前）に変更。非会員運賃2000円均一。
    - 2014年10月11日 - 運休。
- 第3ルート→臼杵ルート
  - 臼杵 - 辻 - 湯布院 - 大分（光吉） - 博多
    - 2011年7月1日 - 運行開始（臼杵 - 湯布院 - 博多）。
    - 2012年11月1日 - 大分に停車開始。
    - 2013年8月1日 - 乗合化。臼杵市内の停車地は臼杵市役所前・辻の2か所となった。非会員運賃2000円均一。
    - 2014年10月11日 - 運休。
- 第4ルート→阿蘇ルート
  - 阿蘇 - 大津 - 菊池 - 山鹿 - 博多
    - 2011年10月1日 - 運行開始（阿蘇 - 菊池 - 山鹿 - 博多）。
    - 2012年11月1日 - 大津に停車開始。
    - 2013年8月1日 - 乗合化。非会員運賃1500円均一。
    - 2014年10月11日 - 運休。
- 第5ルート→平戸・佐世保ルート→佐世保ルート
  - 佐世保 - 有田 - 嬉野 - 博多
    - 2012年1月1日 - 運行開始（平戸 - 佐世保 - 有田 - 嬉野 - 博多）。
    - 2013年8月1日 - 乗合化。平戸 - 佐世保間を廃止し佐世保 - 博多間に短縮。非会員運賃1500円均一。
    - 2014年10月11日 - 運休。
- 第6ルート→高千穂ルート
  - 高千穂 - 高森 - 熊本空港 - グランメッセ熊本 - 博多
    - 2012年4月1日 - 運行開始。
    - 2013年8月1日 - 乗合化。非会員運賃2000円均一。
    - 2014年10月2日 - 運休。
- 第7ルート→小浜ルート
  - 小浜 - 諫早 - 長崎空港 - 博多
    - 2012年7月1日 - 運行開始。
    - 2013年8月1日 - 乗合化。非会員運賃2000円均一。
    - 2014年10月11日 - 運休。
- 第8ルート→西海橋ルート→ハウステンボスルート
  - ハウステンボス - 佐世保 - 伊万里 - 博多
    - 2013年1月2日 - 運行開始（西海橋 - 佐世保 - 伊万里 - 博多）。
    - 2013年8月1日 - 乗合化。西海橋 - 佐世保間を廃止し佐世保 - 博多間に短縮。非会員運賃1500円均一。
    - 2014年10月11日 - 運休。
    - 2015年4月29日 - 経路変更して運行再開。
    - 2015年12月14日 - 平日1往復に減便。
    - 2016年1月18日 - 運休。

### 車両
運行開始から7路線運休までは高千穂ルート以外では主に大型の観光バス仕様車両が使用され、高千穂ルートではマイクロバスが使用されていた。
7路線運休以後は利用者が減少し、利用者の少ない平日を中心に小型の観光バス仕様車両で運行することもあった。

## 貸切バス
一般貸切バス事業のほか、大村競艇場無料バスの平戸口 - 佐々 - 日宇駅 - 早岐駅 - 川棚駅 - 彼杵駅 - ボートレース場間や、平戸市内の病院の無料送迎バスも運行していた。
なお、貸切バス事業も高速バス路線と同様にYOKAROバスユニオンに譲渡された。

## コミュニティバス
2002年より平戸ふれあいバスを運行していたが、2014年11月8日より運休した。